# Rhode Island (rasa kury)

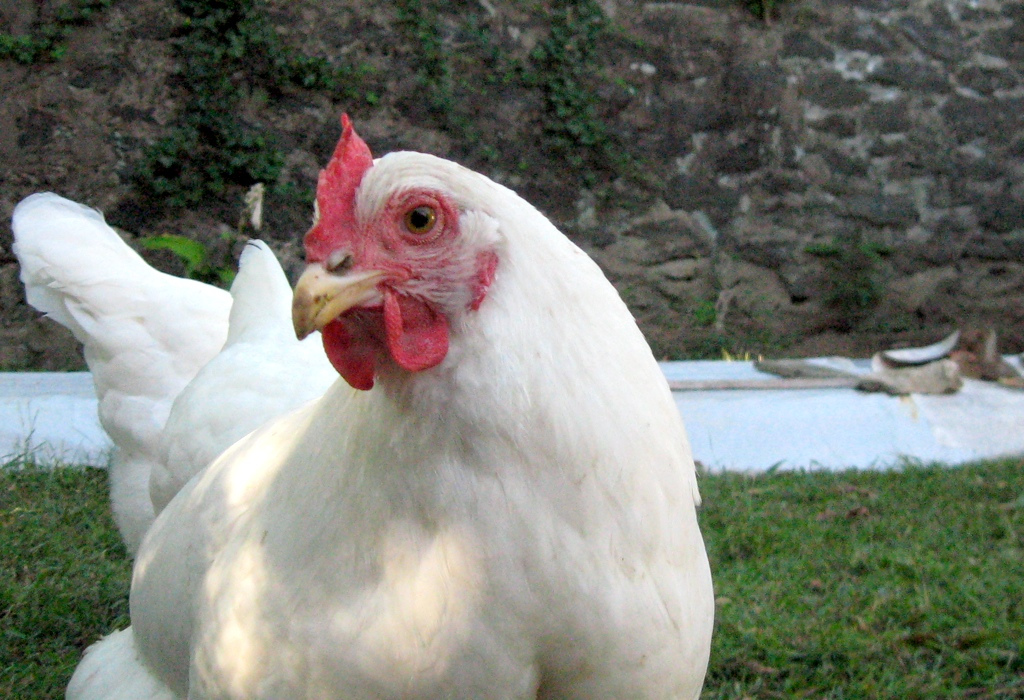
Rhode Island White hen

Rhode Island – rasa kury domowej, która powstała w USA jako rasa niosek.

## Rys historyczny
Kura powstała w USA w drugiej połowie XIX wieku. Tworzono ją z myślą o doskonałej nieśności. Krzyżowano kury o najwyższym poziomie  nieśności, czyli kochiny i bojowce malajskie. Z początku kury były czerwone z pojedynczym grzebieniem, później pojawiły się białe odmiany. Kura zyskała dużą popularność w Europie.

## Cechy rasy
Prostokątny kształt tułowia, dość długie żółte nogi, grzebień pojedynczy lub różyczkowy, kolor upierzenia biały.

## Hodowla
Kury rhode island są hodowane głównie z powodu dużej nieśności (220 jajek rocznie). Są hodowane również na mięso. Kury są przyjazne i łatwe w oswojeniu. Z powodu dużej wagi ciała kury rzadko podlatują. Mimo swojej łagodności koguty czasem wszczynają bójki. Kury mogą być trzymane na wspólnym wybiegu, a agresywne koguty muszą być trzymane osobno.